# Tournedos-Bois-Hubert
Tournedos-Bois-Hubert település Franciaországban, Eure megyében. Lakosainak száma 450 fő (2022. január 1.).

## Népesség
A település népessége az elmúlt években az alábbi módon változott:
| Lakosok száma | 113  | 266  | 299  | 312  | 441  | 465  | 476  | 468  | 464  | 450  |
|               | 1968 | 1982 | 1990 | 2006 | 2013 | 2015 | 2017 | 2019 | 2020 | 2022 |